# Glorieta (Lérida)
Glorieta o Glorieta de Montesclado es una localidad perteneciente al municipio de Farrera, en la provincia de Lérida, comunidad autónoma de Cataluña, España. En 2019 contaba con 1 habitante.